# 杨以德旧宅
杨以德旧宅为原天津警察厅厅长、直隶省省长杨以德在天津的故居，建于1921年，位于南开区南开二纬路与南开二马路交口处的南开二纬路41号。该建筑目前被列为重点保护等级历史风貌建筑和天津市文物保护单位。

## 建筑风格
杨以德旧宅原占地1019.6平方米。建筑面积1173平方米，整体坐北朝南，正立面入口处门厅两侧设有方、圆并列形柱，上承弧形平台，前檐东西两端为六角形和圆形角楼。楼内一层正中为方形大厅，四周分立圆柱。居室围绕大厅设置，室内花砖墁地。外檐墙体开长条形窗，楼顶出檐，坡式瓦顶，前后坡有阁楼，并设东侧楼门和楼后便门。是一座具有西洋建筑风格的西洋建筑。